# Golin (Człopa)
Golin (deutsch Gollin) ist ein Dorf in der Landgemeinde (Gmina) Człopa (Schloppe) im Powiat Wałecki (Deutsch Kroner Kreis) der polnischen Woiwodschaft Westpommern.

## Geographische Lage
Das Dorf liegt im Netzedistrikt im ehemaligen Westpreußen, etwa 32 Kilometer südwestlich von Deutsch Krone (Wałcz), fünf Kilometer nordwestlich von Schloppe (Człopa) und fünf Kilometer südwestlich von Salm (Załom).

## Geschichte
Die Grenzregion des Netzedistrikts, in der das Dorf liegt, hatte ursprünglich zum Herzogtum Pommern gehört, war vorübergehend unter polnische Herrschaft gelangt und dann an die Markgrafen von Brandenburg gekommen. Im Rahmen der Ersten Teilung Polen-Litauens wurde das Dorf 1772 zusammen mit dem Landkreis Deutsch Krone mit Preußen wiedervereinigt.
Aus dem Jahr 1641 ist die Ortsbezeichnung Golin seu Goląza überliefert. Noch 1793 gehörten Gollin und Salm zu den Goltzschen Gütern der Herrschaft Klausdorf. Ein von der Goltz verkaufte Gollin für 19.330 Taler an Christoph Heinrich von Oertzen. 1805 befindet sich Gollin im Besitz eines von Blankensee; es wurde auf 50.000 Taler geschätzt.
Um 1930 hatte die Gemeinde Gollin eine 12 km² große Gemarkungsfläche, und im Gemeindegebiet, in dem Gollin der einzige Wohnplatz war, standen 41 bewohnte Wohnhäuser.
Im Jahr 1945 gehörte Gollin zum Landkreis Deutsch Krone im Regierungsbezirk Grenzmark Posen-Westpreußen der preußischen Provinz Pommern des Deutschen Reichs. Gollin war dem Amtsbezirk Salm zugeordnet.
Im Februar 1945 wurde Gollin von der Roten Armee besetzt. Nach Beendigung der Kampfhandlungen wurde die Region seitens der sowjetischen Besatzungsmacht zusammen mit ganz Hinterpommern und der südlichen Hälfte Ostpreußens – militärische Sperrgebiete ausgenommen – der Volksrepublik Polen zur Verwaltung überlassen. Es wanderten nun Polen zu. Gollin wurde unter der polnischen Ortsbezeichnung „Golin“ verwaltet. Die einheimische Bevölkerung wurde von der polnischen Administration aus Gollin vertrieben.

### Demographie
| Jahr | Einwohner | Anmerkungen |
| ---- | --------- | --- |
| 1783 | –         | adliges Dorf nebst katholischer Kirche, 26 Feuerstellen (Haushaltungen), im Netzedistrikt, Kreis Krone              |
| 1818 | 143       | adliges Dorf |
| 1864 | 330       | darunter 322 Evangelische und sechs Katholiken                                                                      |
| 1910 | 219       | am 1. Dezember, darunter 204 Evangelische, neun Katholiken und vier Juden; eine Person mit polnischer Muttersprache |
| 1925 | 293       | darunter 263 Evangelische, zwanzig Katholiken und fünf Juden                                                        |
| 1933 | 220       | [ 8 ] |
| 1939 | 214       | am 17. Mai |

## Kirche
Die Protestanten der bis 1945 anwesenden Dorfbevölkerung gehörten zum evangelischen Kirchspiel Schloppe.